# Карельський ведмежий собака
Карельський ведмежий собака або карельська ведмежа лайка — північна розшукова мисливська порода псів, різновид шпіца. З давніх-давен використовувалася для полювання на великих звірів — ведмедів,  лосів, кабанів. Карельський ведмежий собака витривала і невибаглива з сильно вираженим мисливським і орієнтовним інстинктом.

## Історія породи
Карельський ведмежий собака був виведений в  Фінляндії в кінці XIX — на початку XX століття. Згадки про цього собаку також зустрічаються в карельському фольклорі. Предки карельських лайок потрапили на територію сучасної Карелії і Фінляндії ще до активного приходу людини на ці землі. Методичне розведення цієї породи почалося в 1936 році. Вперше карельський ведмежий собака був представлений на виставці в Фінляндії в травні цього ж року; тоді і було затверджено назву породи. Однак  Радянсько-фінська війна завдала великого удару по породі. До кінця  Другої світової війни з Карелії було вивезено всього 60 собак, 43 з них далі використовувалися в розведенні. Стандарт був створений в 1945 році, а перші собаки були зареєстровані в 1946. Після цього порода стала набирати популярність. Так, багато собак було вивезено в  Швейцарію,  Англію,  Швецію і  Норвегію. Однак найбільша чисельність собак продовжує залишатися на історичній батьківщині в Фінляндії, де вона вже давно не вважається рідкісною. Мисливці усього світу визнали переваги цієї породи, і зараз карельський ведмежий собака — найпоширеніша серед усіх мисливських лайок.

## Стандарт породи
Зовні собака схожа на  російсько-європейську лайку. Карельський ведмежий собака середнього розміру, з трохи подовженим корпусом, міцний, але не важкий, з добре розвиненим кістяком. Шерсть густа, пряма, підшерсток м'який і щільний. Забарвлення чорне, з коричневим або матовим відтінком. Бажані білі мітки на голові, шиї, грудей (спереду і знизу), кінцівках і кінчику хвоста. Голова має форму тупого клина. Очі невеликі, трохи овальні, темно-коричневого кольору. Погляд пильний і пронизливий. Вуха стоячі, середнього розміру, гострі кінці направлені кілька в сторони. Тіло мускулисте, спина міцна. Висота псів у холці становить 54-60 см, сук — 49-55 см. Вага — 25-28 кг і 17-20 кг у псів і сук відповідно.

## Темперамент
Карельський ведмежий собака відрізняється великою злістю по відношенню до видобутку, що поширюється і на дрібних  домашніх тварин. Також часто може проявляти агресію по відношенню до своїх родичів. Тому йому, як і будь-якому собаці, необхідні соціалізація і виховання з раннього віку, в цьому випадку він зможе мирно співіснувати і з іншими тваринами. З сторонніми людьми воліє тримати певну дистанцію, досить обережний, але ніколи не є агресивним. Через неприпустимість агресії до людини карельський ведмежий собака не може бути використаний як собака-сторож, проте він завжди попередить господаря гавкотом про наближення людини чи тварини.
За своєю природою безстрашний і рішучий, карельський ведмежий собака використовується не тільки в полюванні на дрібного хутрового звіра і птицю, а й на лося, оленя, рись, вовка, ведмедя. Поєднуючи в собі такі якості, як хоробрість, гострий нюх і здатність самостійно працювати, він справедливо вважається чудовим мисливським собакою. Крім полювання ця порода добре проявляє себе в аджиліті, пошуково-рятувальній службі. Необхідно розуміти, що карельська лайка не підходить на роль «диванної собаки»: з ними необхідно займатися, якщо не полюванням, то іншою фізичною і розумовою діяльністю.
Тримати карельську ведмежу собаку найкраще в вольєрі. У будь-якому випадку йому необхідні тривалі щоденні прогулянки, в тому числі і без повідка, так як собака дуже енергійний. Головні труднощі змісту карельської ведмежою собаки полягає в складності його характеру. Як і інші лайки, він дуже самостійний (аж до впертості), в зв'язку з чим може не завжди коритися господареві. Саме тому його не рекомендується заводити як першого собаку. Тримати себе з карельської лайкою потрібно досить строго, останнє слово завжди має залишатися за господарем, але строгість при цьому повинна бути розумною. На собаку не можна кричати і його не можна карати, якщо він не вчинив серйозного проступку. При грамотному вихованні карельський ведмежий собака стає відданим компаньйоном і другом.